# Widmo częstotliwościowe
Widmo częstotliwościowe – rozkład natężeń składowych harmonicznych sygnału w funkcji ich częstotliwości, będąc w efekcie jednym z podstawowych zagadnień przetwarzania sygnałów. Pojęcie to odnosi się do różnych zjawisk fizycznych np. światła lub (ogólnie) fal elektromagnetycznych, fal akustycznych, przebiegów napięć w obwodach elektrycznych itp. 
Matematycznie wyznaczenie widma danego sygnału polega na obliczeniu współczynników szeregu Fouriera (dla funkcji okresowej) lub całek Fouriera (dla funkcji nieokresowej). Sposób fizycznej realizacji znalezienia widma danego sygnału zależy od jego rodzaju. Np. dla światła widmo uzyskuje się rozkładając je na poszczególne składowe (barwy) za pomocą pryzmatu.